# HMS Chichester (1753)
Pour les autres navires du même nom, voir HMS Chichester.
Le  HMS Chichester est un vaisseau de ligne de troisième rang de 70 canons, construit pour la Royal Navy par les chantiers de Portsmouth selon les normes de 1745 (en) et lancé en 1753. 
Le navire reste sous les armes jusqu'à démolition en 1803.

## Histoire
En 1756, le capitaine du navire est Thomas Hanway, auquel succède en 1759 William Saltren Willet.
En 1758, le Chichester, allié au HMS Sheerness (en), une frégate de 24 canons, capture la frégate française de 36 canons Le Bien-Acquis.
Le vaisseau prend également part à la bataille des Cardinaux le 20 novembre 1759, durant la guerre de Sept Ans, sous le commandement de William Saltren Willet, puis passe sous les ordres de John Elliot.
Il sert également durant la campagne d’Égypte entre le 8 mars et le 2 septembre 1801. Son équipage et les officiers se qualifient à cette occasion pour la Naval General Service Medal, attribuée en 1850 par amirauté aux survivants du conflit.